# Pyasi
Pyasi o Piasi è un villaggio situato in India nel tehsil di Salempur del distretto di Deoria nell'Uttar Pradesh orientale. Il villaggio è situato sulla riva destra del fiume Chhoti Gandak. I villaggi adiacenti, da est a ovest, sono Banakta Dixit, Bagusara e Barsipar. Il bhojpuri è la lingua culturale del villaggio, mentre l'hindi è ampiamente accettato e venerato come lingua nazionale ed è usato per la comunicazione, insieme al bhojpuri.
Secondo il censimento del 2011, Pyasi ha una popolazione di 3 435 abitanti; le donne sono 1631 e gli uomini costituiscono 1804 individui. Il numero totale di famiglie nel villaggio è 465. Le caste programmate costituiscono circa il 17% e le tribù programmate costituiscono circa il 5% della popolazione del villaggio.